# Jonathan Richman

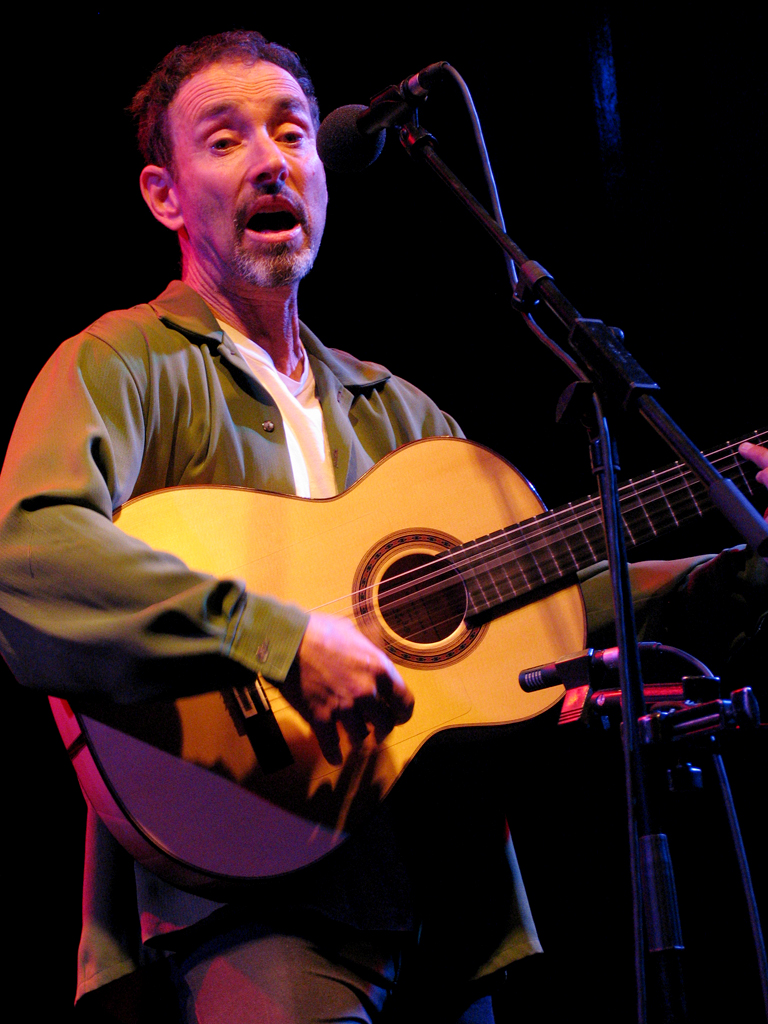
Jonathan Richman 2009 in Barcelona

Jonathan Richman (* 16. Mai 1951 in Natick bei Boston) ist ein US-amerikanischer Musiker, der in den 1970er Jahren als Singer-Songwriter bekannt wurde und heute als Wegbereiter des Punk und des Anti-Folk gilt. Er war Gründer und Frontmann der einflussreichen Rockband The Modern Lovers, die von 1970 bis 1988 existierte.

## Biografie

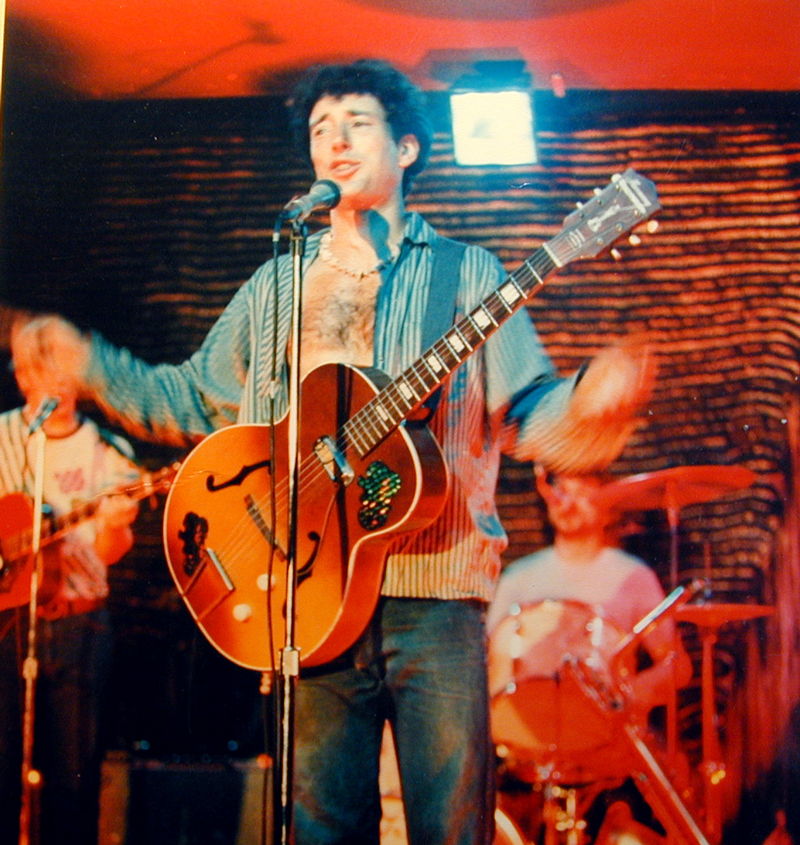
Jonathan Richman (circa 1983)

Richman begann schon als Teenager, eigene Songs zu schreiben und siedelte nach ersten Auftritten in seiner Heimatstadt Boston 1969 nach New York um, wo er in den Dunstkreis von The Velvet Underground geriet. Seinen eigenen Kompositionen wollte dort jedoch niemand Gehör schenken, sodass er 1970 nach Boston zurückkehrte und die Modern Lovers gründete. Die anderen Mitglieder dieser Formation waren der Keyboarder Jerry Harrison, der später Mitglied der Talking Heads wurde, der Bassist Ernie Brooks und der Schlagzeuger David Robinson, der in den 1980ern mit den Cars erfolgreich wurde. Die Mitglieder der Band wechselten jedoch häufig, Richman war als Sänger und Songschreiber die einzige Konstante. Erst 1976 veröffentlichten die Modern Lovers ihr erstes, schlicht The Modern Lovers betiteltes Album, das bereits 1971/72 aufgenommen worden war. Im Dezember 1977 hatten sie mit dem Instrumentalstück Egyptian Reggae ihren größten Hit; er erreichte in den britischen Charts Platz 5. Bereits 1976 stellte sich heraus, dass Richman seine Band nur noch zur musikalischen Begleitung benötigte, und so erschienen die nächsten Alben unter dem Namen Jonathan Richman and The Modern Lovers. 1988 löste Richman die Modern Lovers auf, ab 1989 trat er nur noch als Solist in Erscheinung.
Richmans Frühwerk besticht durch eine nachgerade kindliche Naivität. So besingt er in Ice Cream Man, wie er die Ankunft des Eisverkäufers herbeisehnt, in Abominable Snowman in the Market drückt er seine Sympathie gegenüber einem Yeti aus, der sich in einem Supermarkt verlaufen hat, und in Buzz, Buzz, Buzz besingt er “The Birds and the Bees” (deutsch etwa: „die Bienchen und die Blümchen“). Zum Charme dieser Stücke trägt auch Richmans undeutlicher, nasaler, oft unbeholfen wirkender Gesang bei.

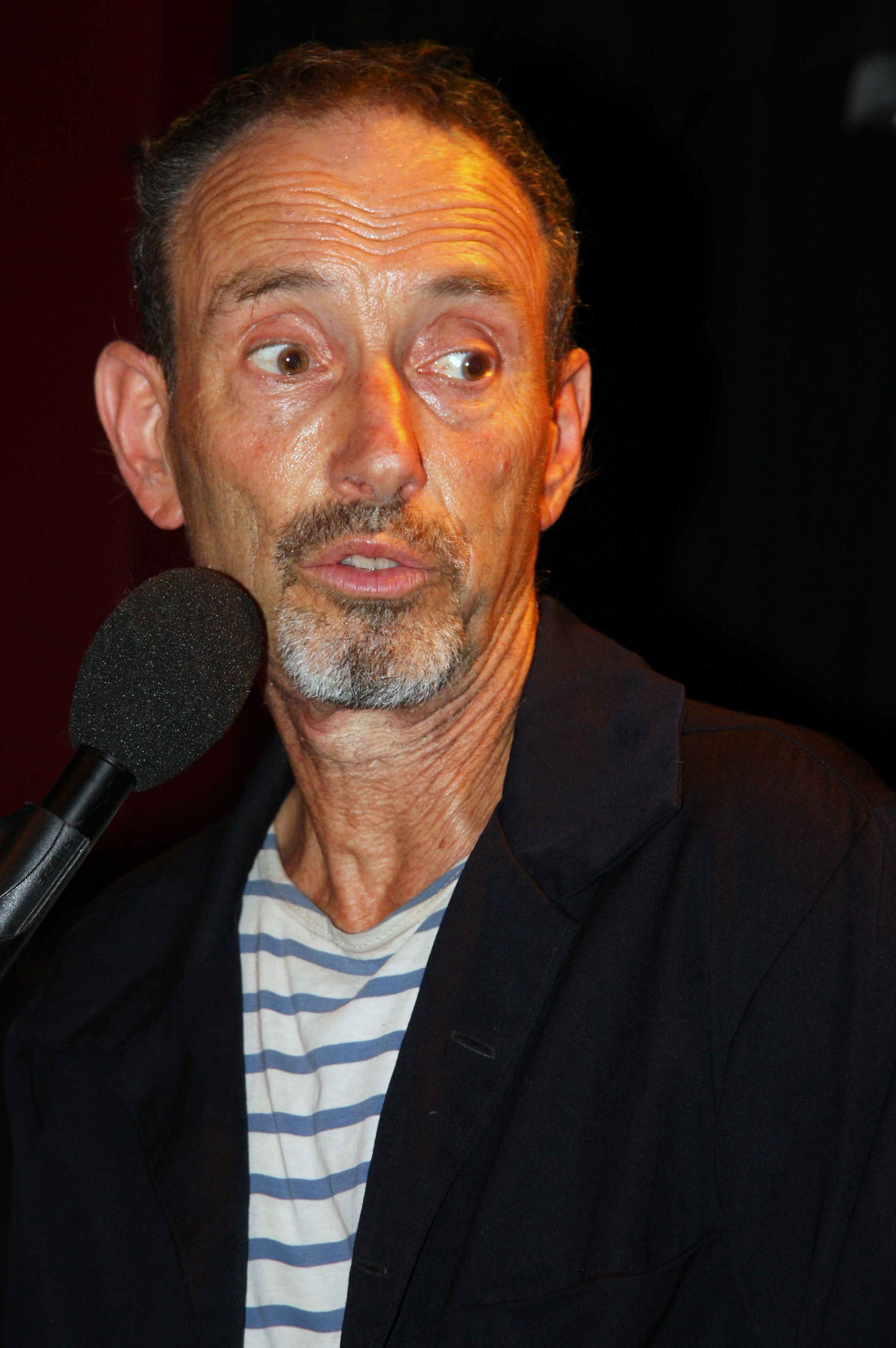
Jonathan Richman in Winona (Minnesota), 2014

Nach 1979 legte er eine kreative Pause ein. 1983 veröffentlichte er das Album Jonathan Sings!, dessen Cover ihn mit nacktem Oberkörper auf einer Livebühne zeigt, nur mit Jeans und umgehängter Gitarre bekleidet. In den 1980er und 1990er Jahren experimentierte er unter anderem mit Country-Musik und traditionellen spanischen Volksliedern. Wenngleich er kommerziell nicht sonderlich erfolgreich war, so folgte ihm doch eine stetig wachsende Kultgemeinde. Dem Talkshow-Moderator Conan O’Brien war es zu verdanken, dass Richman in den 1990er Jahren wieder einer breiteren Öffentlichkeit bekannt wurde: Er ließ ihn einige Male in seiner Sendung Late Night with Conan O’Brien auftreten.
1998 komponierte Richman die Musik zur Kinokomödie Verrückt nach Mary, in der er auch auftrat: Gemeinsam mit seinem späteren Schlagzeuger Tommy Larkins kommentierte er wie der Chor der griechischen Tragödie die Handlung des Films in verschiedenen Einblendungen.

### Rezeption
The Modern Lovers, das Debütalbum von Richmans Band, belegt in der Liste der 500 besten Alben aller Zeiten des Musikmagazins Rolling Stone Platz 381 und zählt zu den 1001 Albums You Must Hear Before You Die. Der Song Pablo Picasso von diesem Album wurde unter anderem von David Bowie, John Cale und den Simple Minds gecovert.
Das zweite Album der Modern Lovers, The Original Modern Lovers (1973 aufgenommen, 1981 veröffentlicht), wurde von der Zeitschrift The Wire in ihre Liste 100 Records That Set the World on Fire (While No One Was Listening) aufgenommen.
Richmans Song Egyptian Reggae ist Teil des Soundtracks der deutschen Komödie Lammbock (2001), des französischen Dramas Der Vater meiner Kinder (2009) und des US-amerikanisch-britischen Action-Thrillers Baby Driver (2017).

## Diskografie

### The Modern Lovers
- 1976: The Modern Lovers (Beserkley)
- 1981: The Original Modern Lovers (Bomp)
- 1992: Live at the Longbranch Saloon
- 1994: Precise Modern Lovers Order
- 1998: Live at the Longbranch and More
- 2010: 96 Tears (Recorded at Harvard University, 1971)

### Jonathan Richman and The Modern Lovers
- 1976: Jonathan Richman & The Modern Lovers (Beserkley)
- 1977: Rock ’n’ Roll with The Modern Lovers (Beserkley)
- 1977: Modern Lovers ‘Live’ (Beserkley)
- 1977: Egyptian Reggae (Single) (Beserkley, UK: Silber)[2]
- 1979: Back in Your Life (Beserkley)
- 1983: Jonathan Sings! (Sire)
- 1985: Rockin’ and Romance (Rough Trade)
- 1986: It’s Time For (Rough Trade)
- 1988: Modern Lovers 88 (Rounder/Zensor)

### Jonathan Richman
- 1989: Jonathan Richman (Rounder/Zensor)
- 1990: Jonathan Goes Country (Rounder/Zensor)
- 1991: Having a Party with Jonathan Richman (Rounder/Zensor)
- 1992: I, Jonathan (Rounder/Zensor)
- 1994: ¡Jonathan, te vas a emocionar! (Rounder/Zensor)
- 1995: You Must Ask the Heart (Rounder/Zensor)
- 1996: Surrender to Jonathan (Warner Bros./Vapor)
- 1998: I’m So Confused (Warner Bros./Vapor)
- 2001: Her Mystery Not of High Heels and Eye Shadow (Warner Bros./Vapor)
- 2004: Not So Much to Be Loved As to Love
- 2008: Because Her Beauty Is Raw and Wild
- 2008: ¿A qué venimos sino a caer?
- 2010: O Moon, Queen of Night on Earth
- 2016: Ishkode! Ishkode!

## Filmografie
- 1996: Kingpin – Zwei Trottel auf der Bowlingbahn, USA, Regie: Peter und Bobby Farrelly
- 1998: Verrückt nach Mary, USA, Regie: Peter und Bobby Farrelly